# Žehra
Žehra (deutsch Schigra, ungarisch Zsigra – bis 1902 Zsegra) ist ein Dorf in der Region Zips (Spiš) in der Slowakei.

## Lage
Der Ort liegt im Osten der Slowakei zirka 17 Kilometer von Levoča und 5 Kilometer von der Zipser Burg entfernt, die sich auf dem Gebiet der Gemeinde befindet.
Neben dem Hauptort Žehra gehört zum Ort auch noch der nordwestlich gelegene Ortsteil Hodkovce (1877 eingemeindet; deutsch Hotzendorf).

## Geschichte und Sehenswürdigkeiten

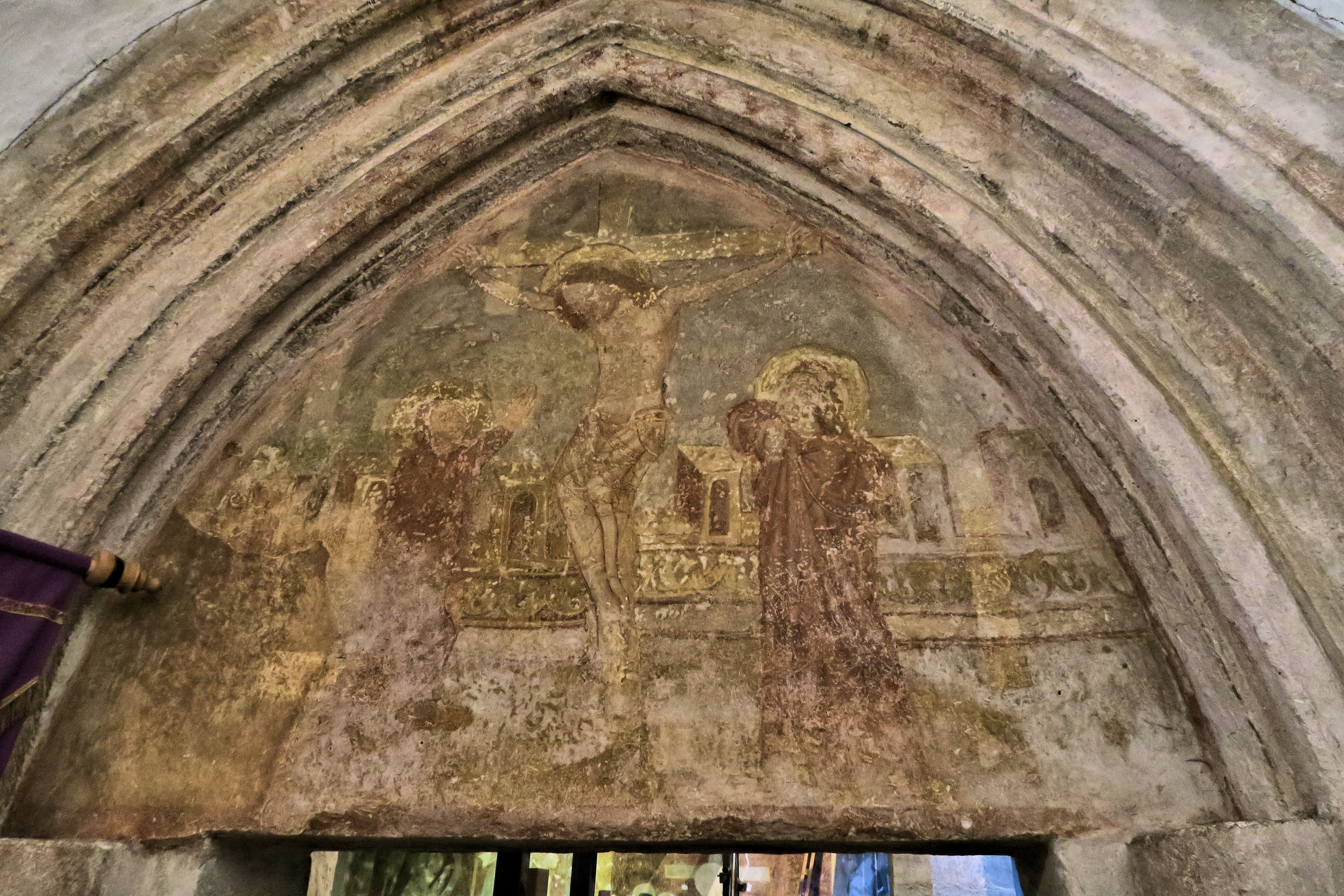
Älteste Darstellung in der Heilig-Geist-Kirche

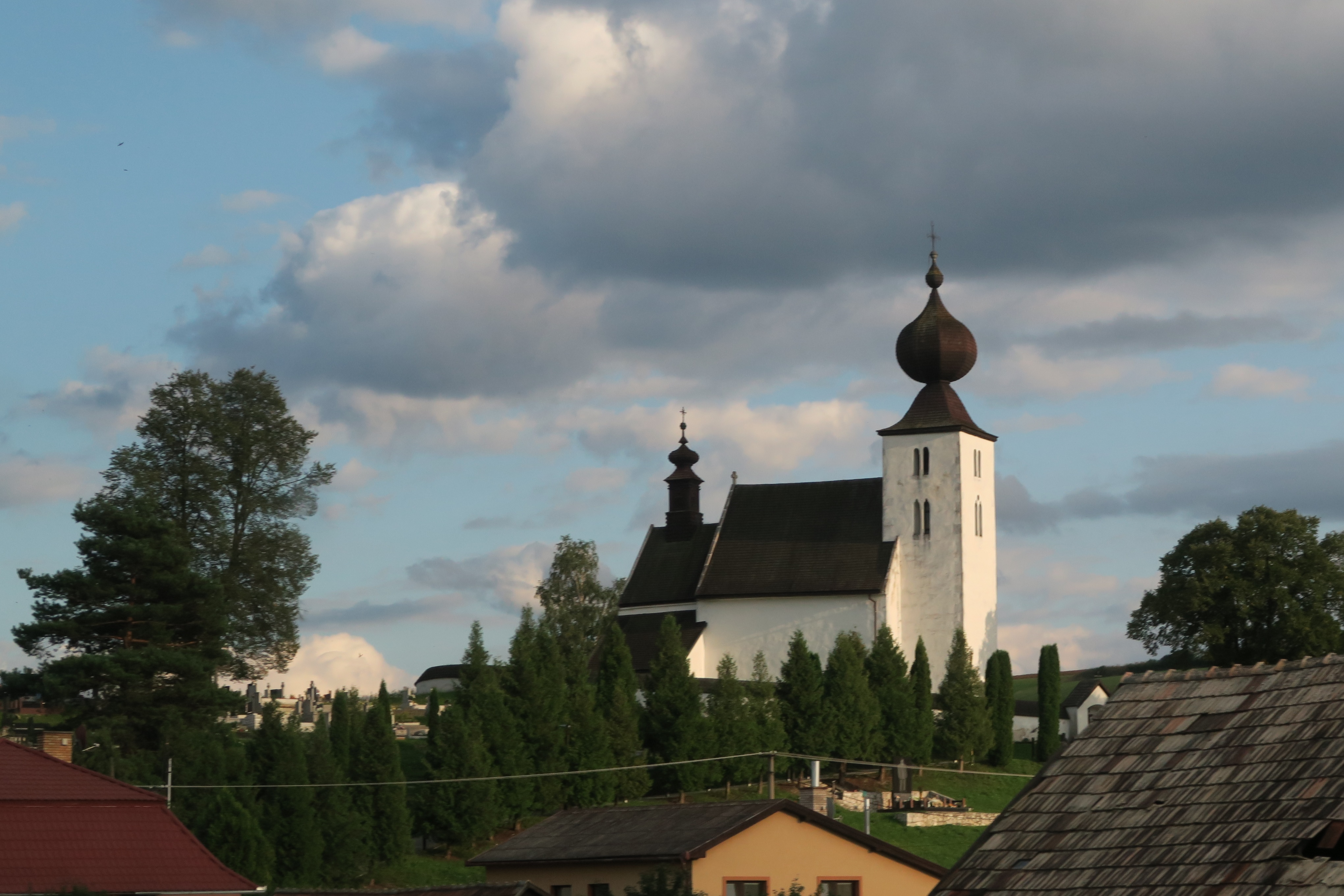
Ansicht der Heilig-Geist-Kirche in Žehra

Der Ort wurde 1245 erstmals urkundlich als Sygura erwähnt. Die romanisch-gotische Kirche zum Heiligen Geist aus dem Jahr 1275 gehört wegen ihrer gotischen Fresken (zwischen dem 13. und 15. Jahrhundert entstanden) zum UNESCO-Weltkulturerbe (seit 1993).
Nach einem Brand im 15. Jahrhundert erhielt sie ein gotisches Gewölbe, das durch eine zentrale Säule palmenartig getragen wird.
Die ältesten Wandmalereien sind die sog. Konsekrationskreuze (Weihekreuze) aus dem Jahr 1275. Im Tympanon des Südportals findet sich eine Golgota-Darstellung, ebenfalls aus dem 13. Jahrhundert. Aus dem 14. Jahrhundert stammt eine Darstellung der Dreieinigkeit als Dreikopf. Die Bilder wurden wahrscheinlich infolge einer Pestepidemie 1644/45 übertüncht und im 20. Jahrhundert wieder freigelegt.
Im Ort Hodkovce befindet sich, von einem großen französischen Park umgeben, ein barockes Schloss der Grafen Csáky aus dem Jahre 1703.

## Bevölkerung
| Jahr                | 1994 | 2004     | 2014     | 2024     |
| ------------------- | ---- | -------- | -------- | -------- |
| Anzahl der Personen | 1265 | 1696     | 2300     | 2767     |
| Unterschied         |      | +34,07 % | +35,61 % | +20,30 % |

| Jahr                | 2023 | 2024    |
| ------------------- | ---- | ------- |
| Anzahl der Personen | 2736 | 2767    |
| Unterschied         |      | +1,13 % |

## Persönlichkeiten
- Johann Zápolya (1487–1540), König von Ungarn und Kroatien 1526–1540
- Imre Csáky (1672–1732), römisch-katholischer Geistlicher, Kardinal
- Nikolaus Csáky (1698–1757), römisch-katholischer Geistlicher, Erzbischof